# Tolerancja odwrotna
Tolerancja odwrotna – zjawisko polegające na coraz silniejszym działaniu leku w miarę upływu czasu jego przyjmowania. 
Tolerancja odwrotna może być połączona z tolerancją krzyżową – na przykład dekstroamfetamina i kokaina u myszy wykazują odwrotną tolerancję krzyżową wobec morfiny, to znaczy przyjmowanie przez jakiś czas morfiny powoduje zwiększenie czułości, a więc zmniejszenie tolerancji na pozostałe wspomniane narkotyki.